# 비서각
비서각(祕書閣)은 고려 성종 때 세워진 궁중의 여러 서적을 보관하던 곳이다. 비서각에서 일하는 사람 중 비서각직학사라는 직위도 있었다.